# Aphthona wachnitzae
Aphthona wachnitzae là một loài bọ cánh cứng trong họ Chrysomelidae. Loài này được Madar & Madar miêu tả khoa học năm 1968.